# Margarete Wallmann

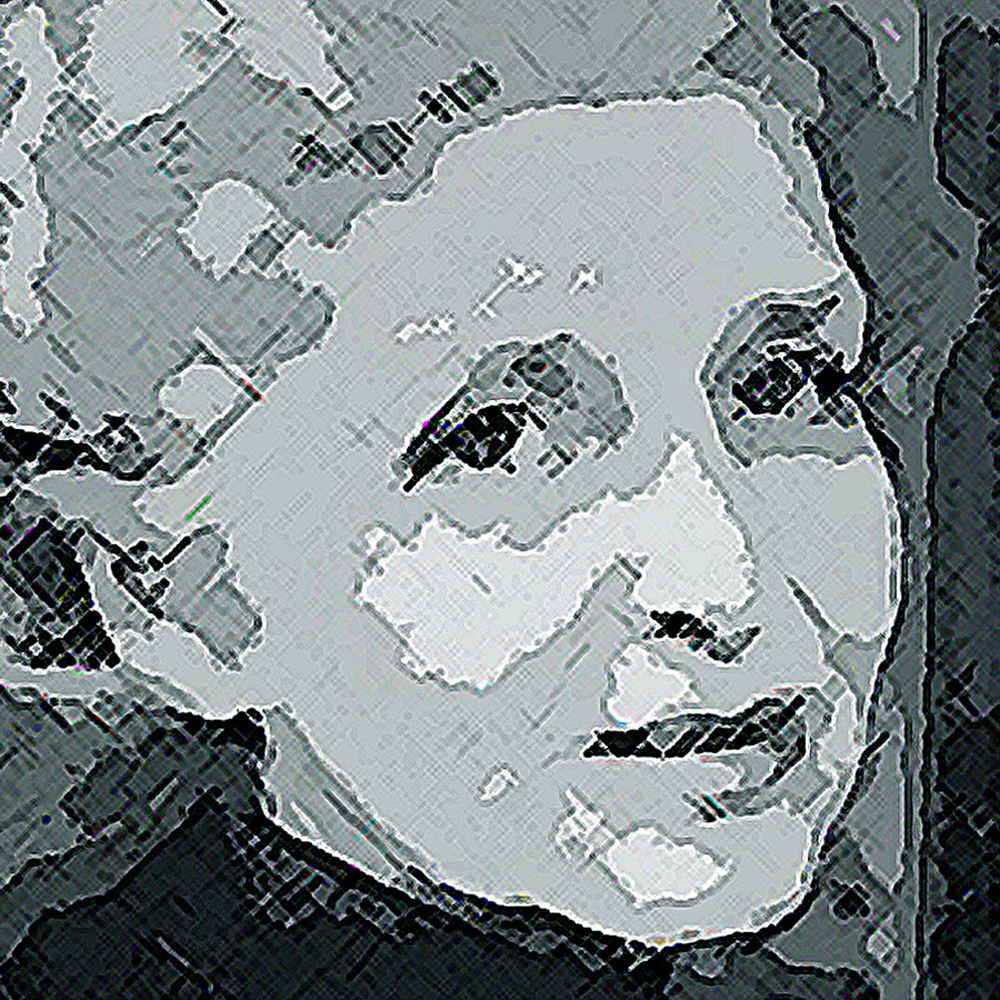
Margarete Wallmann (1970)

Margarete Wallmann, detta anche Margarethe, Margherita o Margarita (Vienna, 22 giugno 1904 – Principato di Monaco, 2 maggio 1992), è stata una danzatrice, coreografa e regista teatrale austriaca.

## Biografia
Nasce come Margarete Burghauser, figlia di un fabbricante viennese di articoli in cuoio. Dopo aver studiato danza accademica a Vienna, a Berlino, e a Parigi con Olga Preobrajenska, all'età di 15 anni è solista nel Corpo di ballo dell'Opera di Monaco di Baviera. In seguito diventa una delle principali allieve di Mary Wigman a Dresda. Nel 1934 ha un grave incidente: nel corso di una rappresentazione all'Opera di Vienna, cade accidentalmente in una botola e si frattura un'anca.
Interrotta così la sua carriera di ballerina, apre una scuola di danza a Berlino. Viene tuttavia notata da  Max Reinhardt, grazie al quale inizia a preparare messe in scena e coreografie per alcune opere del Festival di Salisburgo. Debutta con un Orfeo di Gluck rappresentato nel 1936, sotto la direzione d'orchestra di Bruno Walter. Nel 1937 realizza le sue prime produzioni in Italia al Maggio Musicale Fiorentino e alla Scala di Milano. Durante la Seconda guerra mondiale, costretta ad allontanarsi dall'Europa a causa delle sue origini ebraiche, dirige la compagnia di balletto del Teatro Colón di Buenos Aires, dove stringe amicizia con la sua compatriota viennese Mariette Lydis, e dove in breve diviene una delle figure principali della danza moderna in Argentina.
Dopo la Liberazione torna in Europa, dove incontra Arturo Toscanini e dove assume la direzione del Corpo di ballo della Scala, con il quale crea nuovi balletti fra cui Vita dell'uomo di Alberto Savinio (1948). Parallelamente, a partire dal 1952, cura la regia di numerose opere come Medea di Luigi Cherubini diretta da Leonard Bernstein (1953), Alceste diretta da Carlo Maria Giulini (1954), Norma di Vincenzo Bellini (1955, di cui gli ultimi secondi sono stati filmati), Un ballo in maschera di Giuseppe Verdi (1957), ma anche Turandot di Giacomo Puccini con Birgit Nilsson (1958). Lavora inoltre con il soprano Maria Callas, della quale diviene coreografa personale.
L'approccio fortemente innovativo delle sue messe in scena, unita alla reputazione conquistata per via della sua estrema severità, che le vale l'appellativo di “dittatore con la gonna”, le consentono di prendere  parte a numerose creazioni: David di Darius Milhaud (1953), L'Angelo di fuoco di Sergej Prokof'ev (1955), Assassinio nella cattedrale (1958) di Ildebrando Pizzetti, Atlantida, opera postuma di Manuel de Falla (1962), L'Opéra d'Aran di Gilbert Bécaud (1962, Théâtre des Champs-Élysées), Les Diables de Loudun di Krzysztof Penderecki (1969), Antoine et Cléopatre di Emmanuel Bondeville (1974) e soprattutto Dialogues des carmélites di Francis Poulenc nel 1957 alla Scala.
Metterà in scena inoltre La Gioconda di Amilcare Ponchielli al Metropolitan (1966), Turandot di Puccini, Les Troyens di Hector Berlioz, Un ballo in maschera e Don Carlos di Giuseppe Verdi all'Opéra National de Paris.
Nel 1958 la Wallmann torna all'Opera di Vienna per inscenare Tosca (diretta da Herbert von Karajan, e interpretata da Renata Tebaldi), seguita negli anni seguenti da nuove produzioni di I dialoghi delle Carmelitane (1959, con la direzione di Heinrich Hollreiser, interpreti Irmgard Seefried, Ivo Zídek, Elisabeth Höngen, Hilde Zadek, Christel Goltz, Rosette Anday, Anneliese Rothenberger), Assassinio nella cattedrale (1960, condotto da Herbert von Karajan, interpreti Hans Hotter, Kurt Equiluz, Anton Dermota, Gerhard Stolze, Paul Schöffler, Walter Berry, Hilde Zadek, Christa Ludwig), La forza del destino (1960, diretto da Dimitri Mitropoulos e interpretato da Antonietta Stella, Giuseppe Di Stefano, Ettore Bastianini, Giulietta Simionato), Turandot (1961, condotto da Francesco Molinari Pradelli, interpreti Birgit Nilsson, Giuseppe Di Stefano, Leontyne Price), e Don Carlo (1962, condotto da Oliviero De Fabritiis, protagonisti Flaviano Labò, Boris Christoff, Hans Hotter, Sena Jurinac, Eberhard Wächter, Giulietta Simionato).
Nel 1958, il 19 e il 20 aprile è stato il regista nei Dialoghi delle Carmelitane del Teatro Nacional de São Carlos di Lisbona, con Nicoletta Panni, Gianna Pederzini, Nora Rosa, Luciana Serafini, Elda Ribatti, Laura Zanini, Maria Cristina de Castro Alfredo Kraus, Renato Cesari, Piero De Palma, Vito Susca, Manuel Leitão, Alessandro Maddalena, Armando Guerreiro, Giorgio Giorgetti, Álvaro Malta; Maestro Oliviero de Fabrittis; Scenografo Alfredo Furiga.
Dirigerà ancora per il Deutsche Oper di Berlino Turandot (1965), e La forza del destino (1970).
La sua ultima produzione è Il cavaliere della rosa di Richard Strauss per l'Opera di Montecarlo (1987).

## Filmografia
- Ballett stager: Anna Karenina. Regia Clarence Brown, con Greta Garbo, Fredric March, Basil Rathbone. 1935. https://www.imdb.com/title/tt0026071/fullcredits#cast
- Coreografia: Regina della Scala. Regia Camillo Mastrocinque. 1937. https://www.imdb.com/title/tt0029474/fullcredits#cast
- Coreografia: La donna più bella del mondo. Regia Robert Z. Leonard, con Gina Lollobrigida, Vittorio Gassman, Robert Alda, Anne Vernon. 1955. https://www.imdb.com/title/tt0048006/fullcredits#cast
- Coreografia: Aida. Regia Clemente Fracassi, con Sophia Loren/ Renata Tebaldi, 1953. https://www.imdb.com/title/tt0045483/fullcredits#cast
- Regia teatrale: Turandot con Birgit Nilsson, direzione Georges Prêtre, 1967 (Legato Classics) https://web.archive.org/web/20110615064329/http://www.operone.de/opern/turanpucc.html
- Regia teatrale: Lucia di Lammermoor con Joan Sutherland, Alfredo Kraus, direzione Richard Bonynge, Metropolitan Opera New York 13 novembre 1982 (Deutsche Grammophon DVD-Video 073 410-9) http://www.forumopera.com/v1/critiques/lucia_sutherland_dvd.html

## Scritti
- Margherita Wallmann, Les Balcons du ciel, mémoires, Robert Laffont, 1976; riedito nel 2004 con il titolo Sous le ciel de l'opéra. Mémoires, Felin, 2004; trad. it. Balconate del cielo, con un saggio di Bernard Gavoty, Milano, Garzanti, 1976